# Carl Gustav Schmitt
Carl Gustav Schmitt (Francoforte sul Meno, 9 dicembre 1837 – Clevedon, 22 marzo 1900) è stato un compositore, violinista e direttore d'orchestra tedesco naturalizzato neozelandese.

## Biografia

### Famiglia
Carl Gustav Schmitt nacque nel 1837 a Francoforte sul Meno, in Germania, quinto figlio del compositore tedesco Aloys Schmitt e di Auguste Wohl, figlia di un mercante ebreo . Originariamente, sull'atto di nascita fu registrato con il nome David Schmitt .
Nacque in una famiglia di musicisti da parte paterna, anche il nonno Franz Bartholomäus Schmitt e lo zio Jacob Schmitt si distinsero in campo musicale.
Aveva due fratelli (il chimico Ernst Adolf e il pianista Georg Alois Schmitt) e due sorelle (Franziska Josephine, moglie dell'uomo d'affari ungherese Johann Heinrich Ritter von Floch e Antonie Johanna Caroline, moglie del geologo Johann Franz Julius Haast. Suo cognato Johann Haast, nel 1859, poco dopo la morte della moglie, era emigrato in Nuova Zelanda.
Schmitt sposò una donna australiana di nome Lucy Elizabeth Reeves ed ebbe con lei due figli:  Aloys John Gustave Schmitt e Charles George Francis Allan Schmitt 

### Studi e carriera
In gioventù fu educato musicalmente dal padre e dal fratello maggiore. Studiò anche in Francia, a Parigi, dove fu allievo anche di Hector Berlioz.
Studiò presso la Frankfurter Musikschule dove si specializzò in violino. A 19 anni iniziò a lavorare come direttore d'orchestra a Würzburg e successivamente a Königsberg. Per un periodo imprecisato fu anche violinista presso il duca Federico Francesco II di Meclemburgo-Schwerin.
Nel 1959 emigrò verso l'Oceania. Lavorò in Tasmania come aide-de-camp del governatore Sir Frederick Weld.
Intorno al 1874 compose la musica dell'Inno nazionale di Tonga, ancora in uso nella nazione.
Nel 1881 si trasferì Nuova Zelanda su invito di Francis Fenton, che lo volle come direttore d'orchestra della Auckland Choral Society, incarico che mantenne per tutta la vita.
Nel 1888 iniziò a lavorare come professore di musica presso il recentemente inaugurato Auckland University College e parallelamente fu anche un prolifico compositore. 
Nel 1888 fu naturalizzato neozelandese. Morì a Clevedon, in Nuova Zelanda, il 22 marzo 1900.